# William Gregory Lee
William Gregory Lee, född 24 januari 1973 i Virginia Beach, Virginia, är en amerikansk skådespelare. Har bland annat gästspelat i Dark Angel och Xena – Krigarprinsessan.
Är mest känd för sin roll i Gay serien Dantes Cove som aldrig visats i Sverige. Han är även med i skräckfilmen Sams lake där han spelar en roll som Jesse.